# Wijken en buurten in Meerlo-Wanssum
De Nederlandse gemeente Meerlo-Wanssum werd tot herindeling van 1 januari 2010, voor statistische doeleinden onderverdeeld in wijken en buurten.
Per 1 januari 2010 maakt de gemeente Meerlo-Wanssum deel uit van de gemeenten Horst aan de Maas en Venray.
De gemeente werd verdeeld in de volgende statistische wijken:
- Wijk 00 Wanssum (CBS-wijkcode:099300)
- Wijk 01 Meerlo (CBS-wijkcode:099301)

Een statistische wijk kan bestaan uit meerdere buurten. Onderstaande tabel geeft de buurtindeling met kentallen volgens het Centraal Bureau voor de Statistiek (2008):
| CBS-buurtcode | Buurtnaam                       | Inwonertal | Opp. totaal (ha) | Opp. land (ha) | Ligging                |
| ------------- | ------------------------------- | ---------- | ---------------- | -------------- | ---------------------- |
| BU09930000    | Geysteren                       | 460        | 427              | 412            | Locatie in de gemeente |
| BU09930001    | Wanssum                         | 1950       | 782              | 752            | Locatie in de gemeente |
| BU09930100    | Blitterswijck                   | 1020       | 260              | 243            | Locatie in de gemeente |
| BU09930101    | Meerlo                          | 1680       | 509              | 507            | Locatie in de gemeente |
| BU09930102    | Tienray                         | 1120       | 348              | 336            | Locatie in de gemeente |
| BU09930103    | Swolgen                         | 1120       | 552              | 551            | Locatie in de gemeente |
| BU09930104    | Megelsum-Keuter                 | 100        | 251              | 249            | Locatie in de gemeente |
| BU09930105    | Legert-Osterbos-Gun             | 120        | 248              | 248            | Locatie in de gemeente |
| BU09930108    | Verspreide huizen Blitterswijck | 90         | 561              | 546            | Locatie in de gemeente |